# Aalstvoort
Aalstvoort of Aalsvoort is een voormalig gehucht in de voormalige gemeente Herpen, Noord-Brabant, inmiddels opgegaan in de gemeente Oss.
Het gehucht lag iets ten zuiden van het dorp Herpen en ten oosten van de A50. Herpen is in de loop der jaren zo uitgebreid, dat Aalstvoort tegenwoordig aan de bebouwing van Herpen vast is gebouwd. Het gehucht is daarom ook niet meer als gehucht herkenbaar en wordt niet meer aangegeven met de naam in verschillende atlassen. Zie J. Kuyper Gemeente Atlas van de Provincie Noordbrabant 1865 blad gemeente Herpen.